# Điều trị đau
Điều trị đau bao gồm tất cả các phương pháp dùng thuốc và không dùng thuốc nhằm làm giảm hoặc mất cảm giác đau cho người bệnh.

## Các phương pháp điều trị đau

### Các thuốc giảm đau
Các thuốc giảm đau có tác dụng giảm đau nhanh, mạnh và kéo dài, tuy nhiên đa phần chúng đều có nhiều tác dụng phụ nguy hiểm, bởi vậy khi dùng thuốc kéo dài cần giám sát chặt chẽ các tác dụng phụ này.
1. Thuốc giảm đau gây nghiện: có tác dụng giảm đau mạnh theo cơ chế trung ương.
2. Thuốc chống viêm corticoid.
3. Thuốc giảm đau không opioid: là những thuốc giảm đau ngoại biên.
4. Thuốc chữa goutte
5. Thuốc phong bế dẫn truyền (thuốc tê)
6. Các phương pháp phong bế và tiêm tại chỗ
7. Các thuốc phối hợp khác

### Các phương pháp vật lý
Các phương pháp vật lý tuy tác dụng giảm đau không mạnh như thuốc, nhưng hầu như không có tác dụng phụ, độ an toàn cao, phù hợp cho những chứng đau mạn tính kéo dài, hay các bệnh nhân đã có tai biến do dùng thuốc giảm đau.
1. Nhiệt trị liệu: nhiệt nóng, nhiệt lạnh.
2. Điện trị liệu: điện một chiều, điện xung, điện cao tần.
3. Cơ học trị liệu: xoa bóp, vận động, thủy trị liệu, kéo giãn.
4. Ánh sáng trị liệu: tử ngoại, laser.

### Điều trị đau bằng y học cổ truyền
Là phương pháp điều trị cũng mang lại hiệu quả cao, an toàn.
1. Điều trị bằng thuốc Y học cổ truyền
2. Điều trị bằng châm cứu

### Hỗ trợ điều trị đau bằng thiền
Song song với việc dùng thuốc tương ứng, người bệnh có thể tập thiền để hỗ trợ điều trị đau.

## Thang chỉ định điều trị đau của WHO

Thang chỉ định điều trị đau của WHO